# Governatori di Minorca
Il Governatore di Minorca era la figura politica che governava Minorca durante le diverse dominazioni che si avvicendarono nel controllo dell'isola, dal XV secolo al 1802, quando l'isola passò definitivamente al Regno di Spagna.

## Il Governatore
Il Governatore era la massima autorità dell'isola e la sua nomina spettava al monarca. Egli era conosciuto con il titolo di "Molt Espectable i Magnífic Senyor Governador", un trattamento che sottolineava la sua autorità politica; per indicare poi che possedeva altresì la massima autorità militare gli era attribuito il titolo di Capitano Generale. Nel caso in cui il Governatore morisse o fosse assente, il Viceré di Maiorca aveva la facoltà di nominare un Reggente, nell'attesa che il re approvasse la sua scelta o nominasse qualcun altro.

## Lista dei Governatori

### Dominio spagnolo
- 1287: Pedro de Lesbia
- 1300-1301: Dalmacio Zagarriga, Luogotenente
- 1303-1304: Pedro de Labia, Baile di Minorca
- 1304: Pedro de Puigdorfila, Luogotenente
- 1305: Ramon de San Martin, vicario del Luogotenente
- 1305: Pedro de Puigdorfila, Baile de Menorca
- 1305-1306: Pedro de Libiano, Baile de Menorca
- 1311-1312: Gil Garcés, Luogotenente
- 1315: Berenguer de Bacho, Luogotenente
- 1321: Jayme de Murédine, Luogotenente
- 1329: Dalmacio de Catione, Luogotenente
- 1336: Ramon de San Martin, vicario del Luogotenente
- 1343: Gilabert de Corbera, Governatore
- 1349: Omberto de Siscar, Governatore
- 1359-1360: Gil de Lozano, vicario del Luogotenente
- 1377: Alberto Bellestár, Reggente
- 1379: Bernardo de Tornamira, Governatore
- 1382-1383: Ramon de Ulugia, vicario del Luogotenente
- 1386: Julian Foxani, Luogotenente
- 1386: Ferrario de Castellero, vicario del Luogotenente
- 1388-1390: Omberto de Fonollár, Governatore
- 1396: Berenguer de Ostalrich, Governatore
- 1436-1442: Galceran de Requesens, Governatore
- 1451: Pere de Bell-lloc
- 1485: Guillermo Raymundo de Valle, Luogotenente
- 1497: Francisco de Armedans, Reggente
- 1485-1505: Guillem de Santcliment, Governatore
- 1506-1532: Frederic de Santcliment, Governatore e Capitano generale
- 1532-1535: Galceran Oliver
- 1535-1536: Pedro de Figarola, Governatore e Capitano generale
- 1538-1542: Francisco Girón de Rebolledo, Governatore e Capitano generale
- 1546-1547: Fernando Malferit, Reggente
- 1554-1558: Guillermo de Rocafull, Governatore e Capitano generale
- 1558: Juan de Cardona y Rocabertí, Governatore e Capitano generale
- 1558 (giugno-luglio): Bartolomé Arguimbau, Reggente
- 1558 (luglio): Federico des Cors e Horacio de Villalonga, Reggenti
- 1559: Juan de Cardona y Rocabertí, Governatore e Capitano generale
- 1575 (gennaio): Miguel de Pax, eletto Governatore e Capitano generale
- 1575 (marzo): Francisco de Guimarán, nominato vicario del Governatore e Capitano generale
- 1583: Miguel de Pax, nominato vicario del Governatore e Capitano generale
- 1584: Francisco de Vives, eletto Luogotenente del Governatore e Capitano generale
- 1586: Pedro de Lozano, Luogotenente
- 1586 (ottobre): Rafael Squella, Luogotenente del Governatore e Capitano generale
- 1587: Antonio Fortuny, Reggente
- 1587: Geronimo de Josa, vicario del Governatore e Capitano generale
- 1593: Antonio Fortuny, Reggente
- 1594 (settembre): Pedro de Heredia, vicario del Governatore e Capitano generale
- 1594 (ottobre): Antonio Fortuny, Reggente
- 1596: Cosmé Climent
- 1597 (14 marzo): Gil Martorell
- 1597 (17 marzo): Antonio Fortuny, eletto vicario del Governatore e Capitano generale
- 1597 (maggio): Pedro de Heredia, Governatore e Capitano generale
- 1598: Pablo Blas, eletto vicario del Governatore e Capitano generale
- 1599-1600: Cristoval de Prado y Tovar, nominato vicario del Governatore e Capitano generale
- 1604-1611: Pablo Blas, eletto Luogotenente e Capitano Generale
- 1612: Gaspar de Castelvì, nominato vicario del Governatore e Capitano generale
- 1619: Vicente Sanchez, eletto Governatore
- 1621: Juan de Castelvì, Governatore e Capitano generale
- 1624: Baltasar de Borja, vicario del Governatore e Capitano generale
- 1628: Pedro Ferrer, vicario del Governatore e Capitano generale
- 1631: Marcos Olives, Baile generale
- 1631: Francisco Sureda y Vivot, eletto vicario del Governatore e Capitano generale
- 1633: Jayme Valenciano de Mediolanza, nominato vicario del Governatore e Capitano generale
- 1636 (agosto): Juan Martorell
- 1636 (agosto): Gregorio de Villalonga, eletto vicario del Governatore e Capitano generale
- 1636 (ottobre): Antonio de Oquendo y Zandátegui, nominato vicario del Governatore e Capitano generale
- 1637 (maggio): Francisco Diaz, nominato vicario del Governatore e Capitano generale
- 1637 (giugno): Pedro de Gavara, Baile generale
- 1637 (giugno): Gregorio de Villalonga, Governatore e Capitano generale
- 1637 (luglio): Pedro de Gavara, Luogotenente e Capitano generale
- 1637 (settembre): Baltazar de Borja, eletto vicario del Governatore e Capitano generale
- 1637 (novembre): Domingo de Herrera, Reggente
- 1637 (dicembre): Baltazar de Borja, eletto vicario del Governatore
- 1638 (luglio): Martin Carlos de Mencos, nominato Governatore e Capitano generale
- 1638 (novembre): Domingo de Herrera, Governatore e Capitano generale
- 1639 (giugno): Gregorio de Villalonga, eletto Governatore e Capitano generale
- 1639 (luglio): Fernando Fernandez Mazuelo, nominato vicario del Governatore e Capitano generale
- 1642: Pedro Santacilia y Pax, eletto Governatore e Capitano generale
- 1645: Josef de Rocabertí y de Boxadós, nominato vicario del Governatore e Capitano generale
- 1650 (agosto): Juan Gomila, Baile generale e Reggente
- 1650 (ottobre): Jayme de Oleza, eletto Governatore e Capitano generale
- 1650 (dicembre): Josef Esporrín, nominato vicario del  Governatore e Capitano generale
- 1653 (aprile): Bernardino Andreu, eletto Governatore
- 1653 (agosto): Antonio Imperial, nominato vicario del Governatore e Capitano generale
- 1658 (febbraio): Felipe de la Nuza y Rocabertí, vicario del Governatore
- 1658 (novembre): Bernardino Andreu, vicario del Governatore e Capitano generale
- 1659 (marzo): Gil de Cardona, Reggente
- 1659 (marzo): Raymundo Torrella, Governatore e Capitano generale
- 1659 (agosto): Isidoro Sanz, Governatore e Capitano generale
- 1663 (agosto): Gabriel Olivar, Reggente
- 1663 (agosto): Sebastian Duran y Descallar, nominato vicario del Governatore e Capitano generale
- 1663 (ottobre): Pedro Berga, vicario del Governatore e Capitano generale
- 1664 (gennaio): Josef de Borja, eletto vicario del Governatore e Capitano generale
- 1664 (maggio): Antonio de Verì, eletto vicario del Governatore e Capitano generale
- 1664 (agosto): Juan de Bayarte, nominato vicario del Governatore e Capitano generale
- 1671: Josef Pardo, nominato vicario del Governatore e Capitano generale
- 1678: Juan Domenéch, Governatore e Capitano generale
- 1680 (ottobre): Lorenzo Ameller, Reggente
- 1680 (ottobre): Francisco Net, eletto vicario del Governatore e Capitano generale
- 1681: Juan de Bayarte, nominato vicario del Governatore e Capitano generale
- 1684 (luglio): Josef Pardo, nominato vicario del Governatore e Capitano generale
- 1684 (ottobre): Gabriel Olivar, Reggente
- 1684 (novembre): Francisco Net, eletto vicario del Governatore e Capitano generale
- 1687 (marzo): Francisco Martorell, Reggente
- 1687 (aprile): Josef Sisternes, eletto vicario del Governatore e Capitano generale
- 1687 (ottobre): Valentin Sanchez, nominato vicario del Governatore e Capitano generale
- 1691: Francisco Net, eletto vicario del Governatore e Capitano generale
- 1694: Sebastian Suau de Ventimilla, nominato vicario del Governatore e Capitano generale
- 1701: Geronimo Torrijos y Zapata, vicario del Governatore
- 1703: Francisco Falcò, vicario del Governatore
- 1706: Geronimo Perez de Nueros, vicario del Governatore
- 1706 (ottobre): Diego Leonardo Davila, vicario del Governatore e Capitano generale
- 1706 (novembre): Francisco Net
- 1706 (novembre): Juan Miquel Saura, eletto vicario del Governatore e Capitano generale

### Dominio britannico (1708-1756)
- 1708-1711: James Stanhope, I conte Stanhope, che sottrasse Minorca alla Spagna
- 1711-1713: John Campbell, II duca di Argyll (prima volta)
- 1713-1714: Charles Mordaunt, III conte di Peterborough
- 1714-1716: John Campbell, II duca di Argyll (seconda volta)
- 1716-1718: George Carpenter, I barone Carpenter
- 1718-1719: George Forbes, III conte di Granard
- 1720-1736: Richard Kane
- 1737-1742: Algernon Seymour, VII duca di Somerset
  - 1741: Thomas Paget, Deputy-Governor
- 1742-1747: John Dalrymple, II conte di Stair
- 1747-1756: James O'Hara, II barone Tyrawley

### Occupazione francese (1756-1763)
- 1756-1758: Hyacinthe Gaëtan de Lannion (prima volta)
- 1758-1759: Jean Toussaint de la Pierre
- 1759-1760: Louis-Félicien de Boffin d'Argenson (prima volta)
- 1760-1762: Hyacinthe Gaëtan de Lannion (seconda volta)
- 1762-1763: Louis-Félicien de Boffin d'Argenson (seconda volta)

### Dominio britannico (1763-1782)

#### Governatori
- 1763: Richard Lyttelton[1]
- 1766: George Howard (ufficiale)
- 1768: John Mostyn
- 1778: James Murray

#### Luogotenenti-Governatori
- 1763: James Johnston[1]
- 1774: James Murray[2]
- 1779: William Draper[3]

Durante l'assenza del Governatore o del Luogotenente-Governatore, l'isola veniva governata dal comandante militare: il Colonnello John Crawford prima della sua morte nel 1765, e il Maggior Generale John Barlow dal 1770.

### Occupazione britannica (1798-1802)
- 1798-1800: Charles Stuart
- 1800-1802: Henry Edward Fox